# Bistum Trier
Das Bistum Trier (lateinisch Dioecesis Trevirensis) in der Kirchenprovinz Köln ist die älteste römisch-katholische Diözese in Deutschland. Bischofssitz ist die Stadt Trier mit der Kathedralkirche, dem Trierer Dom, der 1986 in die Liste des UNESCO-Weltkulturerbes aufgenommen wurde. Amtierender Diözesanbischof ist seit 2009 Stephan Ackermann.
Das Bistum Trier umfasst große, überwiegend ehemals zur preußischen Rheinprovinz gehörende Teile der Bundesländer Rheinland-Pfalz und Saarland sowie die Exklave Kirchen (Sieg). Es ist die älteste römisch-katholische Ortskirche Deutschlands und wurde (frühestens) im 3. Jahrhundert von Bischof Eucharius gegründet. Bis zu Beginn des 19. Jahrhunderts war Trier Erzbistum und die Trierer Erzbischöfe Kurfürsten des Heiligen Römischen Reichs.

## Geschichte

### Erzbistum Trier
Die Anfänge des Bistums liegen vermutlich in der hohen Kaiserzeit des römischen Reiches, in dem Trier als Augusta Treverorum eine der bedeutendsten Städte nördlich der Alpen wurde. Wann Trier zum Bischofssitz erhoben wurde, ist ungewiss. Erste in mittelalterlichen Quellen überlieferte Bischöfe von Trier waren Eucharius, Valerius und Maternus, der auch der erste belegte Bischof von Köln ist, deren Amtszeiten in der zweiten Hälfte des 3. Jahrhunderts anzunehmen sind. Die früheste historisch gesicherte Erwähnung bezieht sich auf das Konzil von Arles im Jahr 314, an dem Agritius als Trierer Bischof teilnahm.
Das Erzbistum Trier war ein bedeutendes geistliches Territorium im Heiligen Römischen Reich Deutscher Nation. Sein Oberhaupt, der Erzbischof, stand einem Gebiet entlang des Flusses Mosel zwischen Trier und Koblenz vor. Er war seit dem späten Mittelalter einer der sieben Kurfürsten. Der geistliche Bezirk (Erzbistum) und das weltliche Staatswesen (Kurfürstentum) wurden getrennt voneinander verwaltet. Sie waren weitgehend, aber nicht vollkommen gebietsgleich.
Zum historischen Gebiet des Erzbistums gehörten außerdem die drei Suffragan-Bistümer Metz, Toul und Verdun (Trois-Évêchés), später auch Nancy und St. Dié (heute französisch).
Nach 1794 war das Gebiet des Erzbistums auf der linken Rheinseite infolge des Ersten Koalitionskriegs vollständig französisch besetzt und 1798 nach dem Frieden von Campo Formio (1797) in das französische Staatsgebiet eingegliedert. Nach dem im Jahr 1801 zwischen Napoleon und Papst Pius VII. abgeschlossenen Staatskirchenvertrag wurde 1802 Bischof Charles Mannay in das neu errichtete Bistum Trier eingesetzt. Der rechtsrheinische Teil des vorherigen Erzbistums existierte als zweites Bistum Trier unter seinem ursprünglichen Erzbischof Clemens Wenzeslaus, der nach Augsburg geflohen war. Verwaltet wurde es von Ehrenbreitstein aus. Territorial wurde 1803 der rechtsrheinische Rest des weltlichen Staats (Kurfürstentum) – der später kirchlich in der neugegründeten Diözese Limburg aufging – durch den Reichsdeputationshauptschluss dem Fürstentum Nassau-Weilburg zugeordnet und säkularisiert.

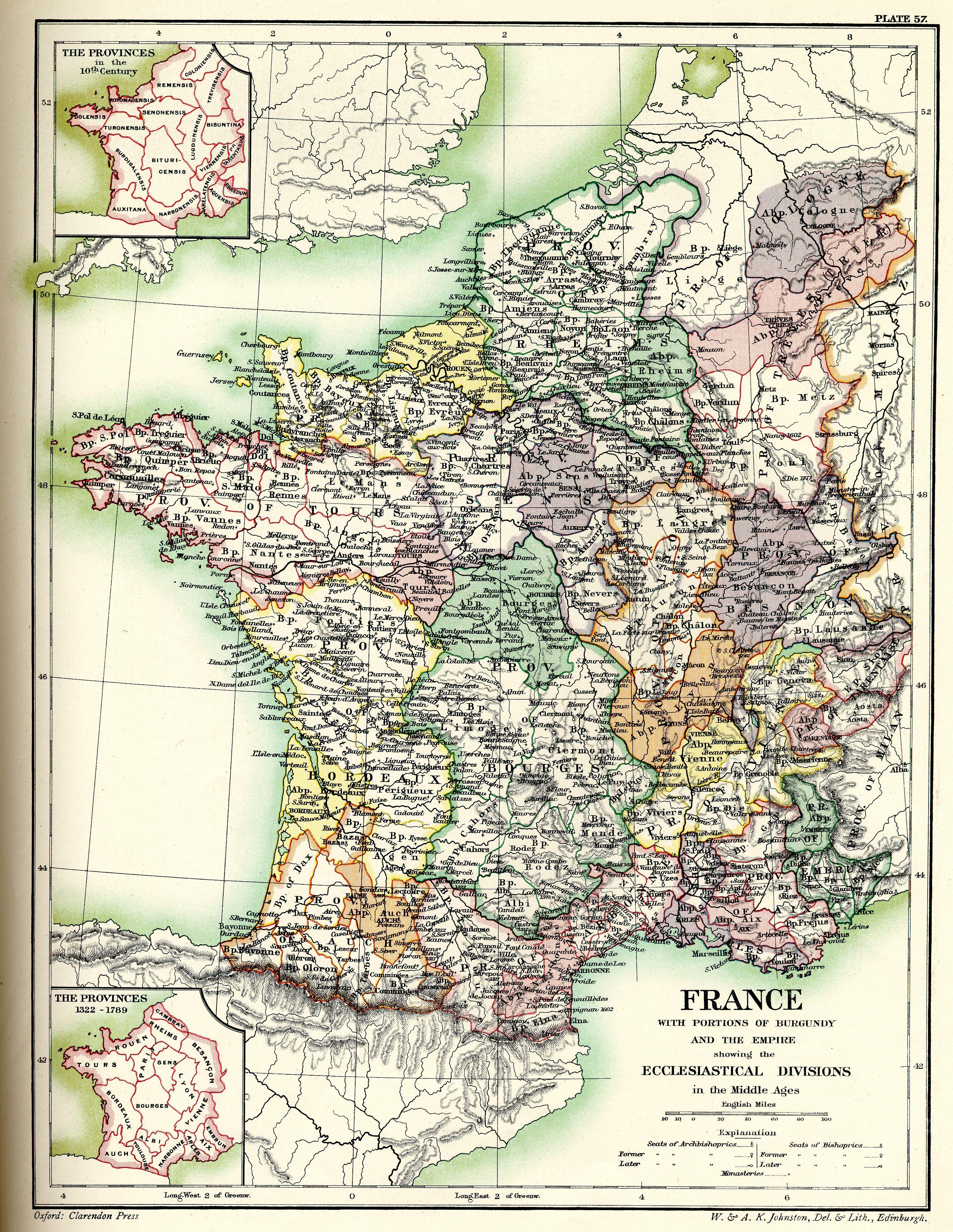
Kirchliche Einteilung Frankreichs im 10. Jh., auch Gebiete, die damals zum Heiligen und Römischen Reich gehörten
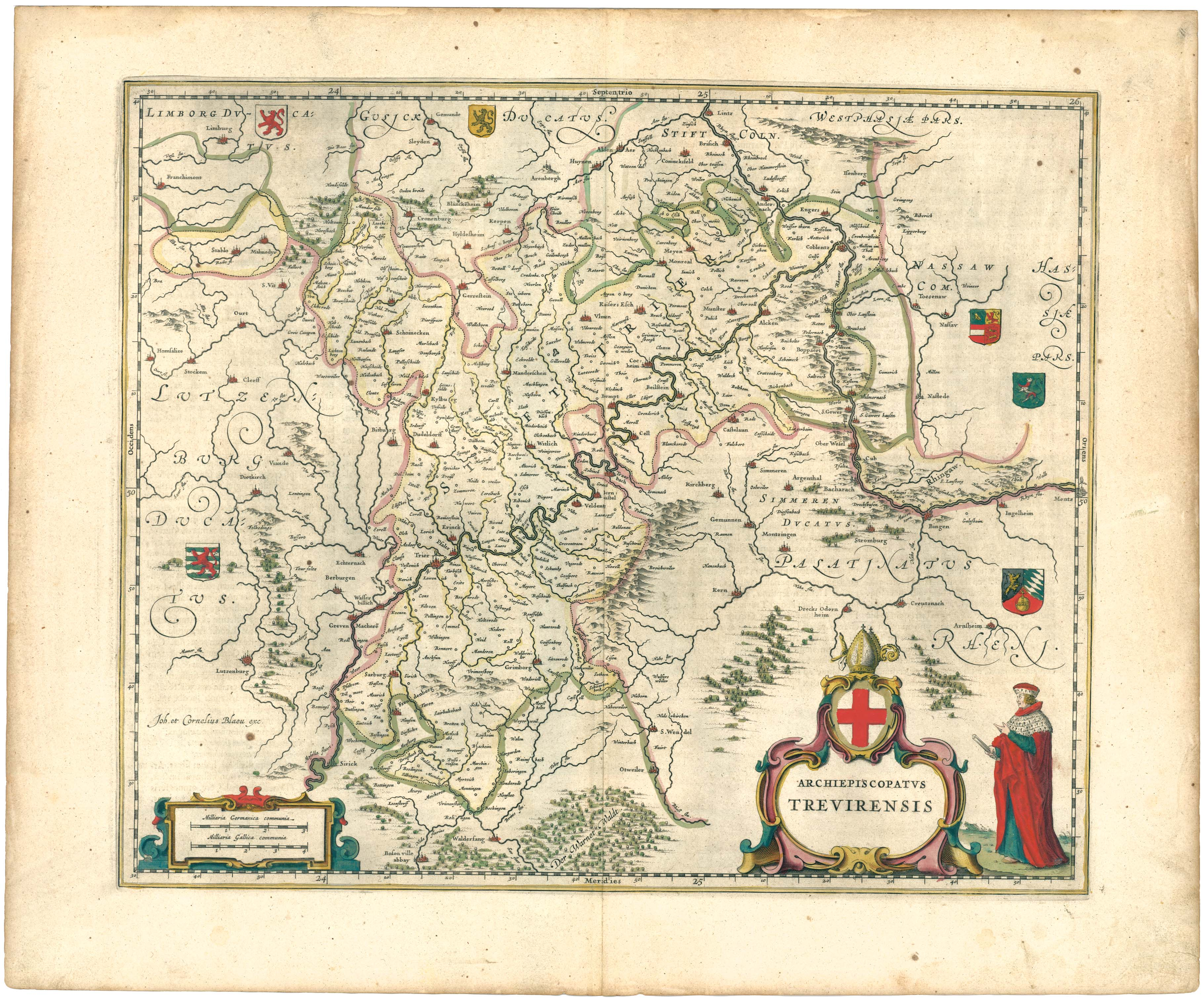
Stiftsgebiet des Archiepiscopatus Trevirensis im Jahr 1645
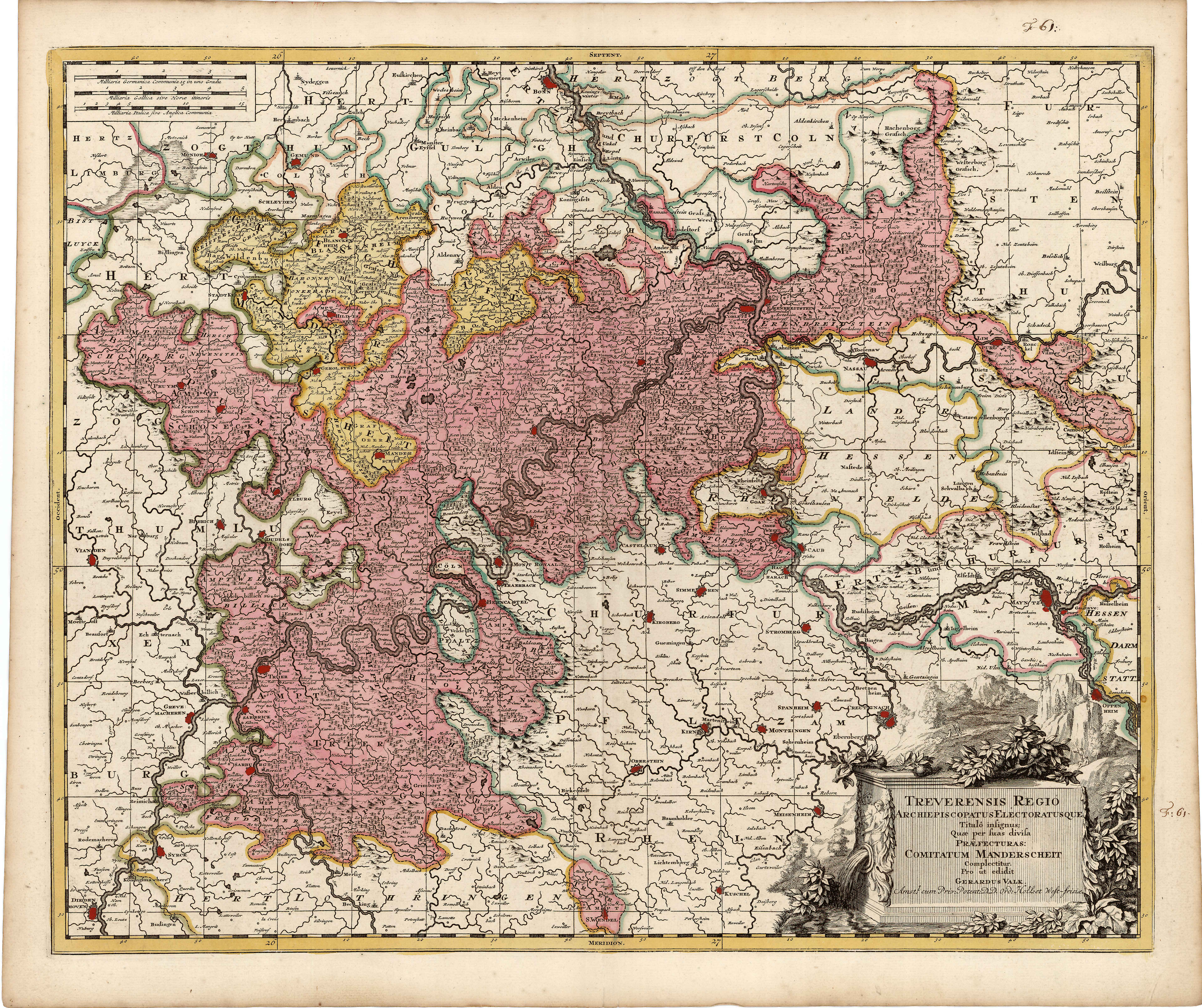
Erzbistum und Kurfürstentum Trier, Stiftsgebiet mit Ämtern 1710

### Bistum Trier
1821 wurde das Bistum erneuert und ist seitdem ein Suffraganbistum des Erzbistums Köln. Während der Zeit des Kulturkampfes wurde der Trierer Bischof Matthias Eberhard am 6. März 1874 als zweiter preußischer Bischof verhaftet und anschließend zu einer Geldstrafe von 130.000 Goldmark und neun Monaten Haft verurteilt. Er starb sechs Monate nach seiner Haftentlassung auf dem Höhepunkt des Kulturkampfes. Zum Zeitpunkt seines Todes im Mai 1876 waren 250 Priester vor Gericht gestellt worden und 230 Pfarreien seiner 731 Pfarreien umfassenden Diözese waren vakant. Es kam, wie im Fall Namborn, vereinzelt zu heftigen Auseinandersetzungen mit den preußischen Behörden. Sie kumulierten in der Zeit der Marienerscheinungen in Marpingen 1876/1877. Die preußischen Behörden reagierten sehr restriktiv auf diesen Ausdruck von Volksfrömmigkeit, in deren Zusammenhang es zu mehreren Verhaftungen kam und Militär eingesetzt wurde, um Wallfahrten nach Marpingen zu verhindern.

### Gegenwart

#### Wort-Gottes-Feiern
Nachdem sie unter Bischof Marx unterbunden waren, werden sonntägliche Wort-Gottes-Feiern mit Kommunionausteilung in den Pfarreiengemeinschaften wieder gefeiert. Kurse zur Leitung von Wort-Gottes-Feiern werden vom Bistum angeboten.

#### Sexueller Missbrauch
Im März 2012 berichtete der Spiegel, dass im Bistum Trier der Missbrauchsbeauftragte der Deutschen Bischofskonferenz und Trierer Bischof Stephan Ackermann mindestens sieben pädophile und zum Teil vorbestrafte Priester als Seelsorger beschäftige. Genaue Zahlen wollte das Bistum nicht nennen, bestätigte aber, dass Priester, die wegen sexuellen Missbrauchs aufgefallen sind, weiter seelsorgerisch tätig sind. Diese würden jedoch nicht im normalen Priesterdienst eingesetzt, sondern seien nur im Rahmen der Leitlinien der Deutschen Bischofskonferenz zum Vorgehen bei sexuellem Missbrauch unter Auflagen im eingeschränkten Einsatz tätig und würden keinesfalls in der Arbeit mit Kindern und Jugendlichen eingesetzt.
Einem Priester, gegen den aktuell eine Voruntersuchung wegen des Verdachts des sexuellen Missbrauchs Minderjähriger in den 1970er-Jahren eingeleitet wurde, wurde vom Bischof das Feiern von öffentlichen Gottesdiensten sowie jegliche Tätigkeit im Bereich der Kinder- und Jugendarbeit verboten, außerdem informierte das Bistum die zuständige Staatsanwaltschaft.
Bischof Ackermann setzte im Juni 2020 einen Prozess der systematischen Aufarbeitung der Behandlung von Fällen des sexuellen Missbrauch und körperlicher Gewalt für das Bistum in Gang, nachdem es bis dahin nur Aufarbeitung in Einzelfällen gegeben habe. Das Ziel sei es, Strukturen zu ermitteln, „die Missbrauch ermöglicht haben, die die Aufdeckung verhindert haben, oder wo sogar vertuscht worden ist.“ „Nun gehen wir einen Schritt weiter und setzen uns mit der institutionellen Verantwortung auseinander, die Bischof und Diözese für begangenes Unrecht übernehmen müssen.“ Das Bistum werde eine Kommission mit Vertretern des Bistums, Experten aus Wissenschaft, Praxis, Justiz und öffentlicher Verwaltung sowie Betroffenen einrichten, die eigenständig entscheide, welchen Zeitraum sie untersuche und in welcher Form Ergebnisse veröffentlicht würden. Die Opferinitiative Missbit, der 20 Betroffene angehören, kritisierte im Januar 2021, dass die Aufarbeitungskommission noch nicht mit der Arbeit begonnen habe und dass sie im Unklaren gelassen werde, wer über die Zusammensetzung des sogenannten Betroffenenbeirats entscheide; sie sprach von „Vertuschung, Lügen, Hinhaltemanöver“. Bistumssprecherin Judith Rupp wies die Vorwürfe zurück.

## Wappen

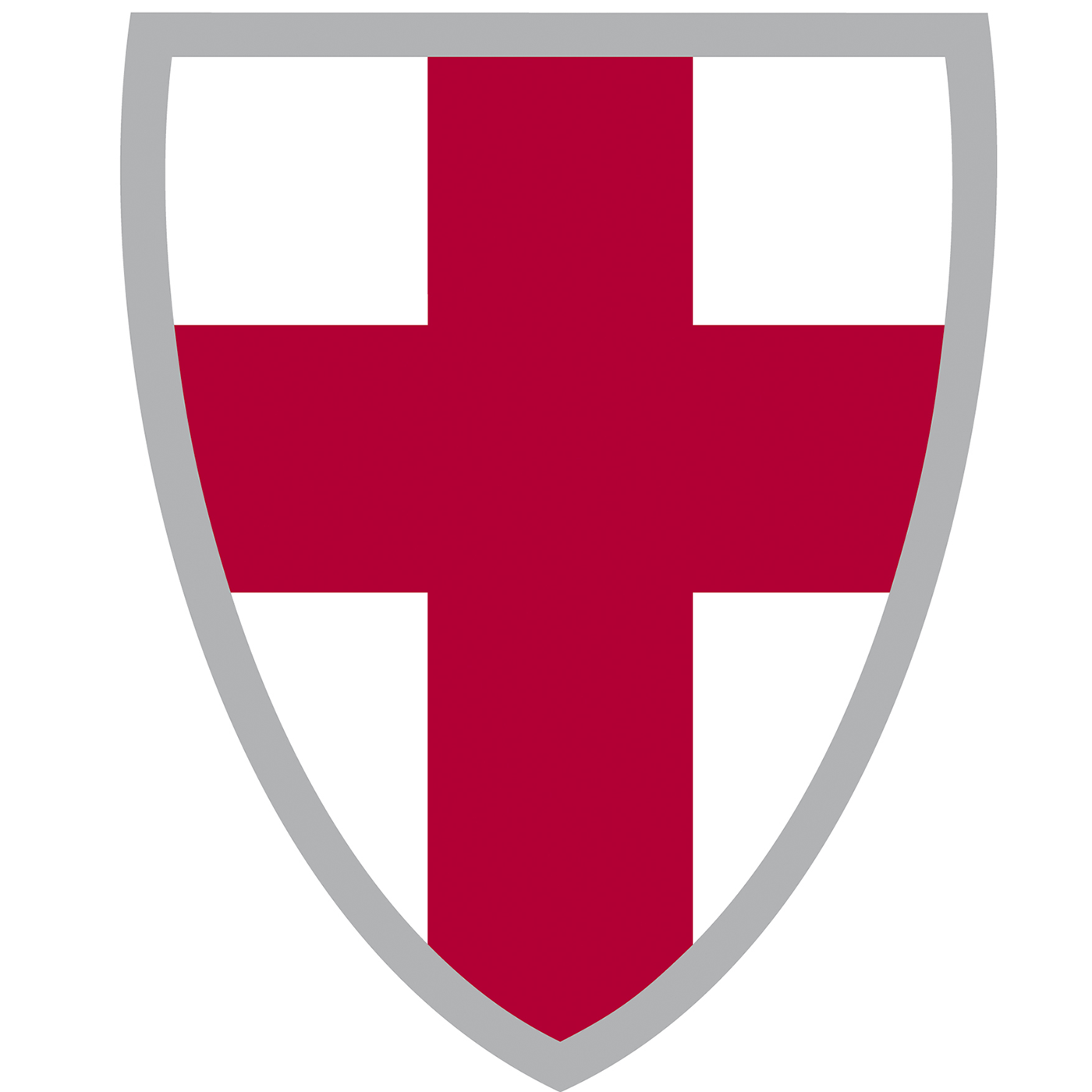
Trierer Bistumswappen

Beschreibung: Rotes Kreuz auf weißem Grund. Es geht auf die Kreuzfahrt niederdeutscher Kreuzfahrer im Jahre 1217 zurück.

## Bistumsgebiet
Das Bistum umfasst heute grob den Nordwesten des Bundeslandes Rheinland-Pfalz, und zwar die ehemaligen Regierungsbezirke Trier und Koblenz ohne den Westerwaldkreis und den Rhein-Lahn-Kreis, sowie das Saarland ohne den Saarpfalz-Kreis.
Abweichend hiervon gehört vom Landkreis Ahrweiler der Stadtteil Rolandswerth (Stadt Remagen) und die Ortsgemeinde Kalenborn (bei Altenahr) nicht zum Bistum.
Vom Landkreis Neuwied fehlt der nördliche Teil, ein Teil des Ortsteils Kasbach in der Gemeinde Kasbach-Ohlenberg sowie die Verbandsgemeinden Unkel und Asbach (ohne die Gemeinde Neustadt (Wied), die hingegen zum Bistum gehört).
Vom Landkreis Altenkirchen fehlt überwiegend der westliche Teil, dies sind die Verbandsgemeinden Altenkirchen-Flammersfeld, Hamm (Sieg) und Wissen, sowie die im Norden liegende Gemeinde Friesenhagen. Ausgenommen hiervon sind die Gemeinden Horhausen (Westerwald), Peterslahr, Bürdenbach, Eulenberg, Güllesheim, Krunkel, Niedersteinebach, Obersteinebach, Pleckhausen und Willroth, die im Südwesten der Verbandsgemeinde Altenkirchen-Flammersfeld liegen und Teil des Bistums sind. Der östliche Teil des Landkreises Altenkirchen (das Dekanat Kirchen (Sieg)) wird „Trierische Insel“ genannt.
Der Landkreis Mayen-Koblenz gehört komplett dem Bistumsgebiet an, mit Ausnahme des Stadtteiles Stromberg (Bendorf) (dieser wurde 1974 eingemeindet und war zuvor Teil des Unterwesterwaldkreises und damit des Bistums Limburg, dem er bis heute angehört).
Die zum ehemaligen Regierungsbezirk Koblenz gehörenden Landkreise Westerwaldkreis und Rhein-Lahn-Kreis gehören komplett dem Bistum Limburg an, da sie im historischen Staat Preußen zu Hessen-Nassau und nicht, wie der überwiegende Teil des heutigen Bistums Trier, zur Rheinprovinz gehört haben.
Vom Landkreis Bad Kreuznach gehören die Gemeinden, die komplett östlich des Glans (südlich der Nahe) liegen, früher pfälzisch waren, nicht zum Bistum (sie sind Teil des Bistums Speyer und meint die Gemeinden Ebernburg, Altenbamberg, Feilbingert, Hallgarten, Hochstätten, Duchroth, Oberhausen an der Nahe, Callbach, Lettweiler, Becherbach, Reiffelbach, Schmittweiler). Ebenso die früher hessischen Gebiete des Landkreises Bad Kreuznach, die dem Bistum Mainz angegliedert sind (Verbandsgemeinde Bad Kreuznach und die Stadtteile Bosenheim, Ippesheim und Planig der Stadt Bad Kreuznach).
Von dem ehemaligen Regierungsbezirk Rheinhessen-Pfalz gehören die Gemeinden der Verbandsgemeinde Lauterecken-Wolfstein des Landkreises Kusel, die komplett nördlich des Glan liegen (Hoppstädten, Buborn, Deimberg, Grumbach, Hausweiler, Herren-Sulzbach, Homberg, Kappeln, Kirrweiler, Langweiler, Merzweiler, Unterjeckenbach), sowie am Glan die Gemeinden Odenbach, Wiesweiler, Offenbach-Hundheim und Glanbrücken zum Bistum Trier. Ebenso die Gemeinden Niederalben, Herchweiler und Reichweiler im Landkreis Kusel die nicht zur Verbandsgemeinde Lauterecken-Wolfstein gehören. (Bis auf die Gemeinden Odenbach, Hundheim, Hachenbach (Ortsteil von Glanbrücken) und Herchweiler sind alle bei der Kreisreform von 1969 vom Landkreis Birkenfeld (der zum ehemaligen Regierungsbezirk Koblenz gehört) an den Kreis Kusel gewechselt.)
Zum Bistum gehört auch die Verbandsgemeinde Rhein-Nahe und Bingerbrück des Landkreises Mainz-Bingen (die erst durch die Kreisreform von 1969 zum Landkreis Mainz-Bingen gekommen sind).
Das Saarland gehört komplett dem Bistum Trier an außer dem Saarpfalz-Kreis und ohne die Ostertalorte Osterbrücken, Hoof, Niederkirchen, Bubach, Marth und Saal (Stadtteile der Kreisstadt St. Wendel), die ebenfalls früher pfälzisch waren und bis heute zum Bistum Speyer gehören.

## Bistumsgliederung
Das Bistum Trier gliedert sich in 34 Pastorale Räume in drei „Visitationsbezirken“ (Koblenz – Saar – Trier). Die Leitung der Bezirke unterliegt den Bischofsvikaren.
Zum Abschluss ihrer zweieinhalbjährigen Synode verabschiedete die Diözese am 1. Mai 2016 eine grundlegende Strukturreform, nach der statt bis dahin knapp 900 Pfarreien künftig etwa 60 große Pfarreien eines neuen Typs von Pfarrei gegründet werden sollten. Am 24. März 2017 stellte das Bistum Trier einen Entwurf vor, der nur noch 35 große „Pfarreien der Zukunft“ vorsah. Er wurde bis Herbst 2017 in einer „Resonanzphase“ diskutiert. In den künftigen Großpfarreien soll es demnach Kirch-Orte (was nicht nur geografisch zu verstehen sei) mit unterschiedlichen Schwerpunkten geben – je nach dem kirchlichen Leben, das es schon immer gibt oder das sich neu entwickeln soll. Große Teile der Verwaltung der „Pfarreien der Zukunft“ sollen jeweils zentral in einem „Pfarrort“ gebündelt werden. Ende Februar 2018 begann die „Erkundungsphase“, in der zehn Erkundungsteams die „Pfarreien der Zukunft“ besuchten. Sie sollten zusammen mit lokalen Erkundungsteams Gegenwart und Zukunft des dortigen christlichen und kirchlichen Lebens „neu entdecken“ und auch mit Menschen und Gruppen Verbindung aufnehmen, die bisher kaum im Blick der örtlichen Kirche sind oder waren.
Im November 2019 verfügte die Kongregation für den Klerus, den Vollzug der Neugliederung des Bistums auszusetzen. Daraufhin nahm Bischof Stephan Ackermann die Dekrete zur Aufhebung der bisherigen Pfarreien, Kirchengemeinden, Pfarreiengemeinschaften und Kirchengemeindeverbände sowie zur Errichtung der ersten „Pfarreien der Zukunft“ zum 1. Januar 2020 zurück.
2022 begann ein erneuter Anlauf der Strukturreform. Anstelle der „Pfarreien der Zukunft“ wurden Pastorale Räume gegründet, an deren Spitze ein Leitungsteam aus drei hauptamtlichen Mitarbeitern unter Vorsitz eines Dekans steht. Diese ersetzen als Kirchengemeindeverbände die bisherigen Dekanate. Darunter werden bis 2026 die bisher 172 Pfarreiengemeinschaften zu jeweils einer Pfarrei fusioniert, teilweise kam es jedoch auch zu größeren Zusammenschlüssen, sodass die endgültige Zahl der Pfarreien noch nicht abzusehen ist.

## Kirchliche Einrichtungen

### Kirchen
- Liste der Kirchen im Bistum Trier

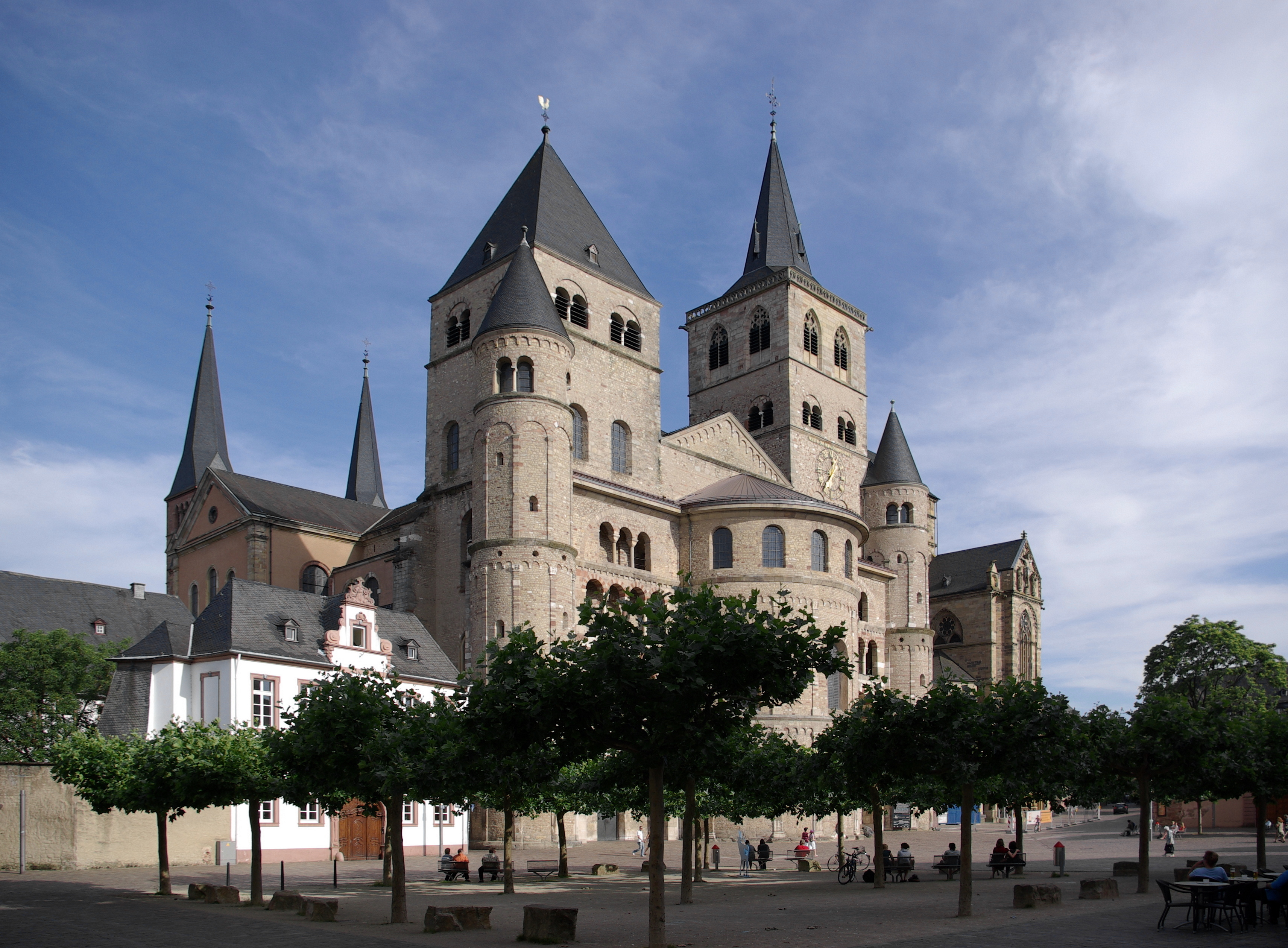
Hoher Dom zu Trier

- Kirchengebäude im Bistum Trier (Kategorie)

### Institutionen
- Bischöfliches Priesterseminar, Trier (gegründet 1773)
- Deutsches Liturgisches Institut, Trier
- Bischöfliches Dom- und Diözesanmuseum, Trier
- Amt für Kirchliche Denkmalpflege, Trier (gegründet 1927)
- Theologische Fakultät Trier
- Katholische Hochschule, Mainz
- Paulinus – Wochenzeitung im Bistum Trier, Trier

### Kirchliche Schulen des Bistums Trier
Gymnasien
- Bischöfliches Angela-Merici-Gymnasium: staatlich anerkannte Privatschule des Bistums Trier
- Bischöfliches Cusanus-Gymnasium in Koblenz
- Marienschule: bischöfliches Gymnasium in Saarbrücken
- Willi-Graf-Gymnasium: bischöfliches Gymnasium in Saarbrücken
- Alfred-Delp-Schule: bischöfliche kooperative Gesamtschule in Trägerschaft des Bistums Trier in Hargesheim bei Bad Kreuznach (kooperative Gesamtschule: d. h. getrennte Schulzweige, die auch eine gymnasiale Oberstufe, die Mainzer Studienstufe aufweist)

Realschulen
- Bischöfliche Realschule St. Matthias in Bitburg
- Bischöfliche Realschule Marienberg in Boppard
- St.-Franziskus-Schule Koblenz
- Maximilian-Kolbe-Schule in Neunkirchen (Saar)
- Willi-Graf-Realschule in Saarbrücken
- Blandine-Merten-Realschule in Trier (in Trägerschaft der Ursulinenkongregation Calvarienberg-Ahrweiler)

Grund-, Haupt- und Förderschulen
- Bischöfliche Grundschule St. Matthias in Bitburg
- Nikolaus-Groß-Schule: bischöfliche Grund- und Erweiterte Realschule in Lebach
- Maximilian-Kolbe-Schule: Grund- und Hauptschule in Neunkirchen (Saar)
- Bischöfliche Grundschule St. Paulin: Ganztagsschule in Kooperation mit der Dommusik Trier in Trier
- Privatschule St. Maximin: staatlich anerkannte Hauptschule in Trier
- Bischöfliche Förderschule St. Josef (Schwerpunkt Lernen) in Trier

Berufsschulen
- Hildegard-von-Bingen-Schule: bischöfliche Fachschule für Sozialwesen in Koblenz
- Edith-Stein-Schule: Akademie für Erzieherinnen u. Erzieher, bischöfliche Fachschule für Sozialpädagogik in Neunkirchen (Saar)
- St. Helena-Schule Trier: berufsbildende Schule (höhere Berufsfachschule Sozialassistenz; Fachschule Sozialwesen m. d. Fachrichtungen Sozial- und Heilpädagogik) in Trier

Kindertageseinrichtungen
- Das Bistum ist Mehrheitsgesellschafter der Katholische KiTa gGmbH Trier, in der mehr als 150 Kindertageseinrichtungen (Krippen, Kindertagesstätten, Horte, integrative und altersgemischte Gruppen) der Stadt Trier sowie der umliegenden Landkreise zusammengefasst sind, an denen mehr als 13.000 Kinder betreut werden.

### Kirchliche Beratungsdienste des Bistums Trier
Lebensberatungsstellen im Bistum Trier befinden sich in Bad Kreuznach, Bad Neuenahr-Ahrweiler, Betzdorf, Bitburg, Cochem, Gerolstein, Hermeskeil, Koblenz, Lebach, Mayen, Merzig, Neunkirchen (Saar), Neuwied, Saarbrücken, Saarburg, Saarlouis, Simmern, St. Wendel, Trier und Wittlich.
Die Telefonseelsorgen im Bereich des Bistums Trier befinden sich im Regelfall in ökumenischer Trägerschaft. Die Telefon- und Beichtseelsorge in Trier wird allein vom Bistum getragen. Standorte sind Trier und Saarbrücken.

## Vermögen
Neben dem regulären Etat, der sich größtenteils aus der Kirchensteuer speist, weist das Bistum ein umfangreiches Anlagevermögen aus. Hinzu kommt das dem Bischof zur Verfügung stehende Vermögen des Bischöflichen Stuhls. Das Anlagevermögen des Bistums betrug im Jahre 2015 759,6 Millionen Euro. Es bestand aus Finanzanlagen im Wert von 543,2 Millionen Euro und aus Immobilien, die die Diözese mit einem Wert von 179,4 Millionen Euro ausgewiesen hat. Das Gesamtvermögen des Bischöflichen Stuhls beziffert das Bistum auf einen Bilanzwert von knapp 84 Millionen Euro. Darin enthalten sind Anlagen, Forderungen, liquide Mittel und Immobilien.
Die verwertbaren Immobilien umfassen insgesamt 38 Gebäude, deren reale Bewertung ausständig ist. In der Bilanz sind sie zum überwiegenden Teil lediglich mit einer Art Erinnerungswert angegeben. Immobilienkäufe aus jüngerer Zeit sind nicht mit dem aktuellen Marktwert, sondern mit dem Erwerbspreis beziffert. Der Ausweis erfolgt somit nach § 253 HGB in Verbindung mit § 255 HGB
Die Bilanzsumme (Aktiva und Passiva) zum 31. Dezember 2018 betrug 968,3 Millionen Euro für das Bistum Trier und 132,1 Millionen Euro für den Bischöflichen Stuhl, zusammen 1,1004 Milliarden Euro.

## Wallfahrtsstätten
In Trier
- Heiliger Rock im Trierer Dom

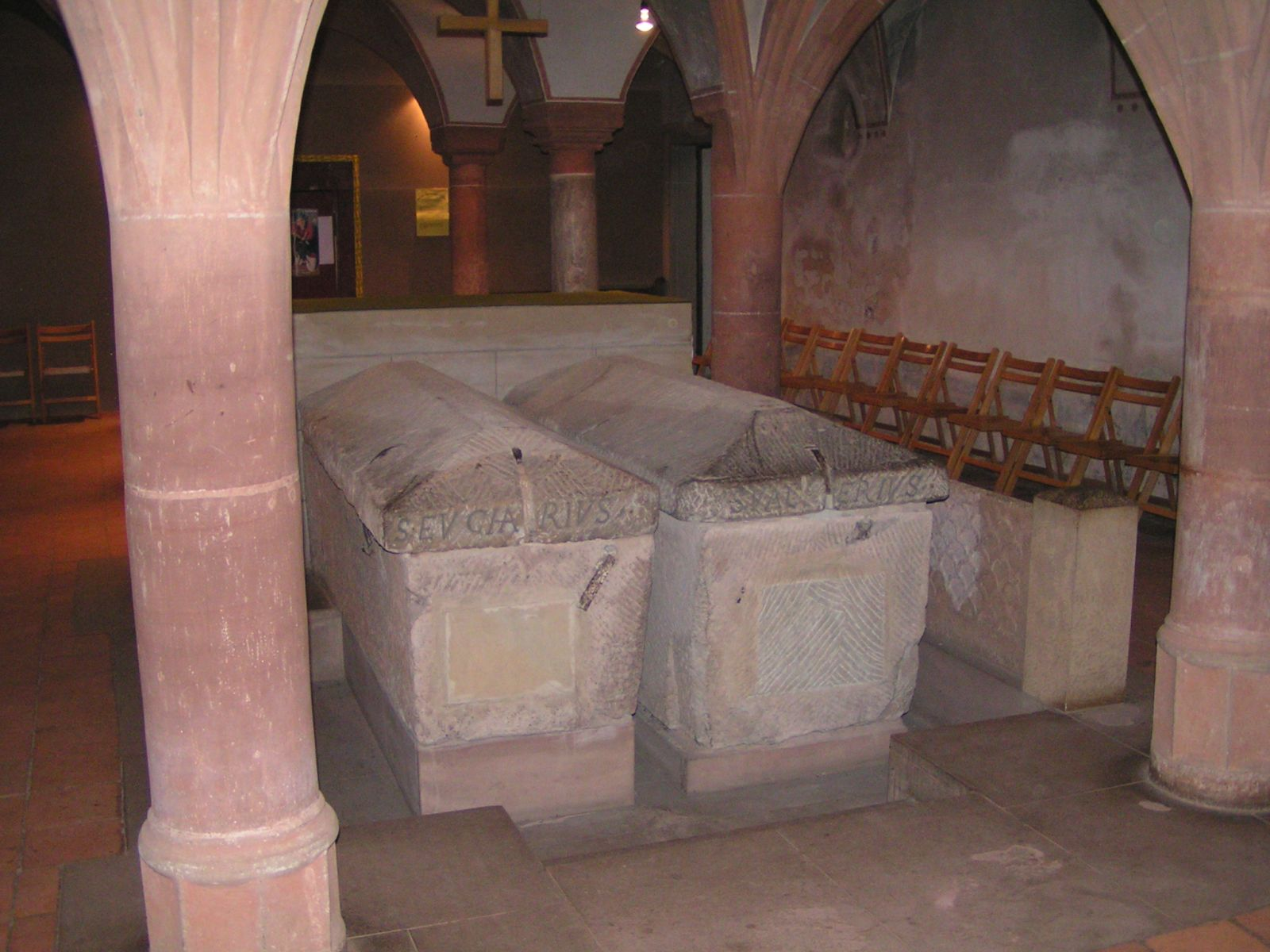
Die Gräber der ersten Trierer Bischöfe Eucharius und Valerius in der Benediktinerabtei St. Matthias, Trier

- Grab des Apostels Matthias sowie die Gräber der Heiligen Eucharius und Valerius in der Abteikirche der Benediktinerabtei St. Matthias (einziges Apostelgrab nördlich der Alpen)
- Grab von Friedrich Spee (heiligmäßige Person) in der Jesuitenkirche
- Grab von Pater Wilhelm Eberschweiler SJ in der Jesuitenkirche
- Grab des heiligen Simeon von Trier in der Kirche St. Simeon in Trier-West
- Grab des heiligen Paulinus in der Kirche St. Paulin
- Grab von Hieronymus Jaegen (Ehrwürdiger Diener Gottes) in der Kirche St. Paulus, seit 2018 umgebettet nach St. Gangolf
- Grab des seligen Peter Friedhofen in der Maria-Hilf-Kapelle
- Grab der seligen Blandine Merten in der Blandinenkapelle auf dem Friedhof St. Paulin

Außerhalb Triers
- Maria Geburt in Berglicht, Wallfahrt zu Unserer Lieben Frau vom Berge
- Marien-Wallfahrtskirche in Klausen
- Marien-Wallfahrtskirche in Saarburg-Beurig
- Wallfahrtskirche St. Josef in Riegelsberg
- Grab des heiligen Wendelin in der Basilika Minor St. Wendelin in St. Wendel/Saarland
- Grab des heiligen Apollinaris in der Apollinariskirche in Remagen.
- Grab der heiligen Oranna in der Orannakapelle in Überherrn-Berus
- Schankweiler Klause
- Schrein des heiligen Lutwinus in Mettlach
- Schrein des heiligen Quiriakus in St. Quiriacus und Auctor in Taben-Rodt
- Partikel der Sandalen Christi in der Sankt-Salvator-Basilika in Prüm
- Wallfahrtskirche St. Nikolaus mit den Pfarrer-Kraus-Anlagen in Koblenz-Arenberg
- Maria-Hilf-Kapelle in Koblenz-Lützel
- Wallfahrtskirche zum heiligen Kreuz in Leutesdorf
- Wallfahrtskirche Maria Martental
- Wallfahrtsort Maria Engelport
- Wallfahrtskirche auf dem Bleidenberg in Oberfell
- Wallfahrtskirche St. Maria und Magdalena auf dem Valwigerberg bei Valwig
- Wallfahrtskirche Mater Dolorosa in Lutzerath-Driesch
- Wallfahrtskirche Maria Himmelfahrt in Auw an der Kyll
- Wallfahrtskapelle St. Jost in Langenfeld (Eifel)
- Wendelinuskapelle in Lieg (Verbandsgemeinde Cochem)
- Marienkapelle auf dem Karmelenberg, Bassenheim
- Wallfahrtsort Schönstatt

## Diözesankalender
Im Bistum Trier wird der Regionalkalender für das deutsche Sprachgebiet um die folgenden Eigenfeiern ergänzt (dahinter jeweils der Rang):
3. Januar: Hl. Irmina von Trier, Äbtissin – g

19. Januar: Hl. Agritius, Bischof von Trier – g

29. Januar: Hl. Valerius, Bischof von Trier – g

30. Januar: Hl. Adelgundis, Stifterin von Maubeuge im Hennegau – g

13. Februar: Hl. Kastor, Priester in Karden – g

17. Februar: Hl. Bonosus, Bischof von Trier – g

23. Februar: Hl. Willigis, Bischof von Mainz – g

24. Februar: Hl. Matthias, Apostel, Patron des Bistums Trier – F

6. März: Hl. Quiriakus, Priestermönch in Trier – g

17. März: Hl. Gertrud von Nivelles, Äbtissin – g

19. April: Hl. Leo IX., Papst – g

Freitag der 2. Osterwoche: Gedenktag des Hl. Rockes – im Trierer Dom F, im restlichen Bistum g

Samstag der 4. Osterwoche: Maria, Trösterin der Betrübten – g

1. Mai: Jahrestag der Weihe des Hohen Domes – im Trierer Dom H, im restlichen Bistum F

2. Mai: Hl. Athanasius, Bischof von Alexandrien und Kirchenlehrer – G

6. Mai: Hl. Britto, Bischof von Trier – g

12 Mai: Hl. Modoald, Bischof von Trier – g

15. Mai: Hl. Rupert von Bingen, Einsiedler – g

18. Mai: Sel. Blandine Merten OSU, Lehrerin und Ordensfrau – g

29. Mai: Hl. Maximin, Bischof von Trier – G

2. Juni: Hl. Simeon, Einsiedler in der Porta Nigra zu Trier – g

8. Juni: Hl. Medard, Bischof von Noyon – g

19. Juni: Sel. Maria Rosa (Margaretha Flesch), Ordensgründerin – g

23. Juni: Sel. Peter Friedhofen, Ordensgründer, Bruder – g

6. Juli: Hl. Goar, Priester und Einsiedler am Mittelrhein – g

8. Juli: Hl. Disibod, Einsiedler an der Nahe – g

27. Juli: Hl. Magnerich, Bischof von Trier – g

28. Juli: Hl. Beatus und hl. Bantus, Priester in Trier – g

5. August: Hl. Emidius (Emygdius), Bischof von Ascoli Piceno – g

13. August: Sel. Gertrud, Äbtissin von Altenberg – g

18. August: Hl. Helena, Römische Kaiserin – im Trierer Dom G, im restlichen Bistum g

26. August: Hl. Gregor von Pfalzel, Mitarbeiter des hl. Bonifatius – g

31. August: Hl. Paulinus, Bischof von Trier und Märtyrer – G

11. September: Hl. Maternus, Bischof von Trier – g

17. September: Hl. Hildegard von Bingen, Äbtissin, Mystikerin, Gründerin von Rupertsberg und Eibingen – g

23. September: Hl. Basin und hl. Liutwin, Bischöfe von Trier – g

30. September: Hl. Hieronymus, Priester und Kirchenlehrer – G

1. Oktober: Remigius, Bischof von Reims – g

3. Oktober: Hl. Niketius, Bischof von Trier – g

5. Oktober: Gedenktag der Trierer Märtyrer – g

13. Oktober: Hl. Lubentius, Priester in Kobern – g

20. Oktober: Hl. Wendelin, Einsiedler im Saarland – g

31. Oktober: Hl. Wolfgang, Bischof von Regensburg – g

5. November: Jahrestag der Weihe der Kirchen, die ihren Weihetag nicht feiern – H

6. November: Hl. Modesta, Äbtissin in Trier – g

7. November:Hl. Willibrord, Abt von Echternach, Bischof von Utrecht und Glaubensbote – G

12. November: Hl. Kunibert, Bischof von Köln – g

7. Dezember: Hl. Ambrosius, Bischof, Kirchenlehrer – G

8. Dezember: Hochfest der ohne Erbsünde empfangenen Jungfrau und Gottesmutter Maria Patronatsfest des Bistums Trier – H

9. Dezember: Hl. Eucharius, Erster Bischof von Trier – F

10. Dezember: Hl. Petrus Fourier, Priester und Sozialreformer in Lothringen – g
Abkürzungen: H = Hochfest, F = Fest, G = gebotener Gedenktag, g = nicht gebotener Gedenktag